# Борислав Владиков
Борислав Янков Владиков е български писател, драматург, общественик и издател.

## Биография
Роден е в 1934 година в светиврачкото село Хърсово. Две години учи в Петричката гимназия „П. К. Яворов”. Завършва средно педагогическо образование в Благоевград. От 1952 до 1956 г. е студент в Софийския университет „Св. Климент Охридски”. Шест години е преподавател по български език и литература. Пише поезия, проза и публицистика. Работи като директор на Благоевградския областен театър „Никола Вапцаров“ от 1984 до 1991 година. Член е на Съюза на българските писатели. На 16 май 2014 година е обявен за почетен гражданин на Благоевград.

## Творчество
- „Интимна необятност“ (1994),
- „Вино за комка“ (1995),
- „Да целунеш небе“ (1998),
- „Наздраве за истината“ (2002),
- „Съдби и спомени от Сатовица“ (2002),
- „Вечност от мигове“ (2002),
- „Като птица разпънат“ (2003),
- „Не идвам внезапно“ (2004),
- „Есенно цъфтене“ (2004),
- „При отворена завеса“ (2007),
- „Да гледаш отвисоко“ (2009),
- „Дъга пред залез“ (2009).[1]